# Attaque du camp Holloway
Guerre du Viêt Nam
Batailles
L'attaque du camp Holloway est une bataille qui se déroule au premières heures du 7 février 1965 au début de la guerre du Vietnam. Elle oppose les troupes du Viet-Cong qui lancent l’assaut contre le camp Holloway de United States Army. Le camp Holloway est une base d'hélicoptère construit par l'armée américaine près de Pleiku en 1962, afin de soutenir les opérations militaires sur les hauts plateaux du centre du Viêt Nam.